# Mahalapye
Mahalapye város Botswana középső körzetében. 1009 méter magasan fekszik a tengerszint fölött. Lakosainak száma a 2011-es népszámlálás alapján 41 ezer fő.

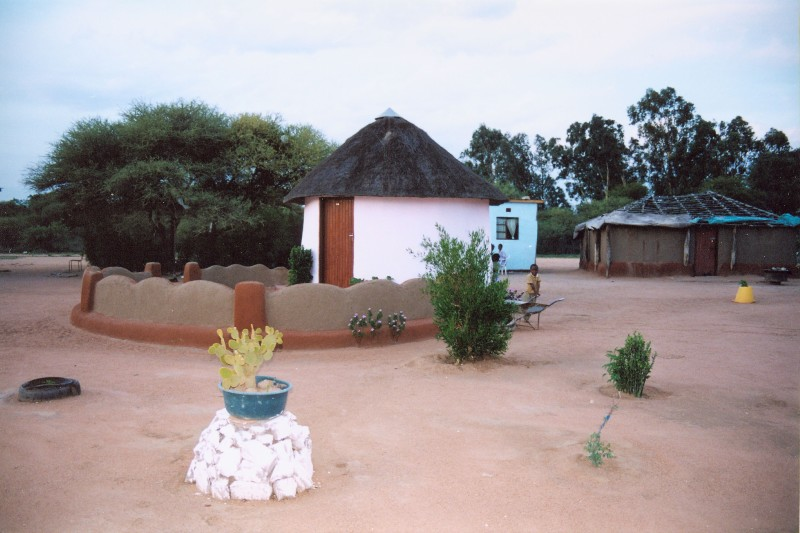

A város az ország tizedik legnépesebb települése.Fontos közlekedési útvonalon található, a főváros Gaborone és a második legnagyobb város Francistown közötti úton található. Van buszállomása és vasúti pályaudvara is, vannak a városban szállodák is, piactér, éttermek, boltok. Számos benzinkút is van Mahalapyéban, van közöttük éjjel-nappal nyitva tartó is. Börtön is van a városban.
A dél-afrikai ország területén található Kalahári szélén helyezkedik el a város, éghajlata száraz.